# Strada statale 1 bis Via Aurelia
La strada statale 1 bis Via Aurelia è una strada statale italiana interamente in provincia di Viterbo, che va da Tarquinia a Vetralla.

## Storia
La strada venne istituita nel 1928 come diramazione della strada statale 1 Via Aurelia, con il seguente percorso: "Dai pressi di Tarquinia a Vetralla." mutuando il percorso dalla diramazione della strada nazionale 57 Cassia.

## Descrizione
La strada si sviluppa per quasi 30 chilometri attraversando i territori comunali di Tarquinia, Monte Romano e Vetralla. Parte dallo svincolo di Monte Romano dell'A12 a sud del centro abitato di Tarquinia.
Attraversa il centro abitato di Monte Romano ed incrocia la strada statale 675 Umbro-Laziale nello svincolo di Monte Romano Est (aperto nel dicembre 2018). Le due strade percorrono parallelamente il tratto fino alla località Cinelli.
A questo punto è presente un altro svincolo: la strada statale 675 Umbro-Laziale prosegue verso Viterbo, mentre la Strada statale 1 bis Via Aurelia arriva nel centro abitato di Vetralla, dove termina con il congiungimento alla strada statale 2 Via Cassia.

## Progetti futuri
Di importanza strategica come collegamento tra la costa tirrenica e l'entroterra, si è rivelata ormai da decenni inadeguata per la sua struttura a carreggiata unica con una corsia per senso di marcia e per l'attraversamento del centro abitato di Monte Romano.
Allo scopo di garantire un veloce collegamento tra il cruciale nodo di scambio di Orte e il mar Tirreno, è in fase di completamento un collegamento più veloce rappresentato dalla strada statale 675 Umbro-Laziale (da dicembre 2018 in esercizio fino a Monte Romano Est ma della quale è previsto il completamento fino a Tarquinia) che assieme ad un tratto dell'A12 Roma-Tarquinia e alla strada statale 698 del Porto di Civitavecchia, garantirà un veloce corridoio di mobilità.